# Wonder Wheel (The Klezmatics)
Pour les articles homonymes, voir Wonder Wheel (homonymie).
Albums de The Klezmatics
Woody Guthrie's Happy Joyous Hanukkah
(2005) Tuml = Lebn
(2006)
Wonder Wheel est le neuvième album du groupe de musique klezmer, The Klezmatics, sorti le 25 juillet 2006 sur le label Jmg. Cet album, inhabituel considérant le répertoire classique du groupe, est principalement basé sur des chansons folk.

## Titres de l'album
| No  | Titre                        | Durée |
| --- | ---------------------------- | ----- |
| 1.  | Come When I Call You         |       |
| 2.  | Mermaid's Avenue             |       |
| 3.  | Headdy Down                  |       |
| 4.  | Gonna Get Through This World |       |
| 5.  | Pass Away                    |       |
| 6.  | Holy Ground                  |       |
| 7.  | Goin' Away to Sea            |       |
| 8.  | From Here On In              |       |
| 9.  | Wheel of Life                |       |
| 10. | Condorbird                   |       |
| 11. | Orange Blossom Ring          |       |
| 12. | Heaven                       |       |